# Harpagophana hilaris
Harpagophana hilaris är en fjärilsart som beskrevs av Otto Staudinger 1894. Harpagophana hilaris ingår i släktet Harpagophana och familjen nattflyn. Inga underarter finns listade i Catalogue of Life.